# آندورا در المپیک تابستانی ۲۰۱۶
آندورا در بازی‌های المپیک تابستانی ۲۰۱۶ (انگلیسی: Andorra at the 2016 Summer Olympics) ریو دو ژانیرو کشور برزیل از پنجم تا بیست و یکمآگوست به رقابت پرداخت.

## دو و میدانی
نوشتار اصلی:دو و میدانی در بازی‌های المپیک تابستانی ۲۰۱۶
آندورا از اتحادیه بین‌المللی فدراسیون‌های دو و میدانی سهمیه‌ای برای فرستادن یک دونده مرد به پیکارهای المپیک ۲۰۱۶ ریو دو ژانیرو دریافت کرد.
| ورزشکار | رویداد        | گروه    | گروه | نیمه‌نهایی | نیمه‌نهایی | فینال | فینال |
| ورزشکار | رویداد        | نتیجه   | رتبه | نتیجه     | رتبه      | نتیجه | رتبه  |
| ------- | ------------- | ------- | ---- | --------- | --------- | ----- | ----- |
| پل مویا | ۸۰۰ متر مردان | ۱:۴۸:۸۸ | ۶    | حذف       | حذف       | حذف   | حذف   |

## جودو
نوشتار اصلی:جودو در بازی‌های المپیک تابستانی ۲۰۱۶
آندورا دعوتنامه‌ای برای ارسال یک جودوکار برای رقابتهای نیمه سنگین زنان با وزن ۶۳ کیلوگرم برای المپیک ۲۰۱۶ دریافت کرد.
| ورزشکار   | رویداد          | یک سی و دوم نهایی         | یک شانزدهم نهایی | یک هشتم نهایی | یک چهارم نهایی | نیمه نهایی | شانس مجدد  | فینال / BM | فینال / BM |
| ورزشکار   | رویداد          | حریف نتیجه                | حریف نتیجه       | حریف نتیجه    | حریف نتیجه     | حریف نتیجه | حریف نتیجه | حریف نتیجه | رتبه       |
| --------- | --------------- | ------------------------- | ---------------- | ------------- | -------------- | ---------- | ---------- | ---------- | ---------- |
| لورا سالس | ۶۵ کیلوگرم زنان | هیکر (AUS) · شکست ۰۰۰–۱۰۰ | حذف              | حذف           | حذف            | حذف        | حذف        | حذف        | حذف        |

## تیراندازی
نوشتار اصلی: تیراندازی در بازی‌های المپیک تابستانی ۲۰۱۶
آندورا دعوتنامه‌ای برای شرکت کردن زنان در رشته تیراندازی با تفنگ بادی دریافت کرد.
| ورزشکار       | رویداد           | مقدماتی | مقدماتی | فینال  | فینال |
| ورزشکار       | رویداد           | امتیاز  | رتبه    | امتیاز | رتبه  |
| ------------- | ---------------- | ------- | ------- | ------ | ----- |
| استر باراگویز | تفنگ بادی ۱۰ متر | ۳۹۶٫۹   | ۵۱      | حذف    | حذف   |

## شنا
نوشتار اصلی: شنا در بازی‌های المپیک تابستانی ۲۰۱۶
آندورا برای حضور یک مرد و یک زن شناگر در پیکارهای المپیک ۲۰۱۶ از فدراسیون بین‌المللی شنادعوتنامه دریافت کرد.
| ورزشکار       | رویداد             | گروه      | گروه      | نیمه نهایی | نیمه نهایی | فینال     | فینال     |     |
| ورزشکار       | رویداد             | زمان      | رتبه      | زمان       | رتبه       | زمان      | رتبه      |     |
| ------------- | ------------------ | --------- | --------- | ---------- | ---------- | --------- | --------- | --- |
| پل آریاز      | ۴۰۰ متر آزاد مردان | ۴:۲۱:۱۶   | ۴۹        | حذف        | حذف        | حذف       | حذف       | حذف |
| مونیکا رامیرز | ۱۰۰ متر آزاد زنان  | شروع نکرد | شروع نکرد | شروع نکرد  | شروع نکرد  | شروع نکرد | شروع نکرد |     |